# Thị trường giao ngay
Thị trường giao ngay là một loại thị trường hàng hóa còn được gọi là “thị trường vật chất” (spot market) hoặc “thị trường tiền mặt” (cash market), nơi người mua và người bán trao đổi hàng hóa vật chất để giao ngay. Thị trường giao ngay có thể thực hiện qua một sàn giao dịch tập trung hoặc giao dịch phi tập trung OTC.

## Giá giao ngay
Giá hiện tại của một công cụ tài chính được gọi là giá giao ngay. Đó là giá mà sản phẩm có thể được bán hoặc mua ngay lập tức. Người mua và người bán tạo ra giá giao ngay bằng cách đặt các lệnh mua và bán của họ. Trong thị trường thanh khoản, giá giao ngay có thể thay đổi liên tục từng giây, khi các lệnh đặt được khớp liên tục và những lệnh mới mới tham gia thị trường.
Giá hợp đồng tương lai thường được xác định bằng cách sử dụng giá giao ngay của hàng hóa, những thay đổi dự kiến trong cung và cầu, tỷ suất sinh lợi phi rủi ro đối với người nắm giữ hàng hóa và chi phí vận chuyển hoặc lưu kho liên quan đến ngày đáo hạn của hợp đồng. Giá giao ngay và giá hợp đồng tương lai thường khác nhau, bởi vì thị trường tài chính luôn hướng tới và điều chỉnh kỳ vọng cho phù hợp. Các hợp đồng tương lai có thời gian đáo hạn dài thường kéo theo chi phí lưu kho hơn so với các hợp đồng có ngày hết hạn gần hơn.